# Giovanni Haag
Giovanni Haag, né le 30 mai 2000 à Metz en France, est un footballeur français qui joue au poste de milieu défensif au Fortuna Düsseldorf.

## Biographie

### En club
Né à Metz en France, Giovanni Haag joue en jeune à Saint Avold puis rejoint l'AS Nancy-Lorraine. Il fait ses débuts en professionnels le 23 novembre 2018, lors d'une rencontre de championnat de Ligue 2 face au Red Star. Il entre en jeu à la place de Christopher Maboulou et son équipe s'impose (1-0).
En janvier 2020, il est prêté jusqu'à la fin de la saison au Gazélec Ajaccio. Ce prêt lui permet de gagner en temps de jeu et de se relancer.
De retour à l'AS Nancy-Lorraine lors de l'été 2020, il signe son premier contrat professionnel. Il s'impose lors de la saison 2020-2021, inscrivant son premier but en professionnel le 17 octobre 2020 face à l'USL Dunkerque en ouvrant le score (2-1 pour Nancy score final) et faisant partie des satisfactions de la saison à Nancy,.

#### Série d'exclusions record en Ligue 2 en 2021
Il connaît un début de saison 2021-2022 frustrant, exclu à deux reprises lors des cinq premières journées de championnat alors que son équipe est dernière de Ligue 2. Le 11 septembre 2021, il est expulsé pour la troisième fois face à l'USL Dunkerque (7e journée). Il récidive lors de la 12ème journée (victoire contre Guingamp 2-1), portant son total de la saison à quatre cartons rouges en sept rencontres disputées, un record en Ligue 2. A l'issue de la 12ème journée, son club l'ASNL est lanterne rouge du championnat de Ligue 2 et terminera la saison à cette même position.

#### Boycott de l'entrainement lors de la saison 2022-2023
Alors que son équipe est reléguée en National à l'issue de la saison précédente, Giovanni Haag décide de ne pas reprendre l'entrainement avec l'équipe première, car il souhaite quitter le club. Le Président de l'AS Nancy Lorraine, Gauthier Ganaye, lui oppose alors une fin de non-recevoir  « Hors de question qu’un joueur prenne le club en otage pour fixer le montant de son bon de sortie. Avec ce bras de fer, le joueur s’est mis lui-même dans une situation délicate et il a mis le club en difficultés. On veut bien trouver une solution dans l’intérêt de tout le monde, mais ce sera à nos conditions. »

#### Rodez (2023-2024)
Le 10 juillet 2023, libre de tout contrat et au sortir d'une saison blanche, il s'engage avec le Rodez AF, pensionnaire de Ligue 2. Le 2 septembre 2023, il inscrit son premier but en championnat contre le Pau FC.

### En sélection
Giovanni Haag compte une sélection avec l'équipe de France des moins de 19 ans, obtenue le 13 février 2019 face à l'Italie (défaite 2-1 des jeunes français). Il figure également dans la liste des réservistes avec cette sélection pour le championnat d'Europe des moins de 19 ans en 2019.